# Баймлер, Ганс
Ганс Баймлер (также Беймлер, нем. Hans Beimler; 2 июля 1895, Мюнхен — 1 декабря 1936, Мадрид) — немецкий коммунист, участник Гражданской войны в Испании.

## Биография
Родился в Мюнхене, по профессии — слесарь, с 1913 года член профсоюза металлистов. Во время Первой мировой войны служил в военно-морском флоте. В 1918 году вступил в союз Спартака. Член коммунистической партии Германии с момента её основания в 1918 году. В 1919 году участвовал в защите Баварской советской республики, за что был приговорён к 2 годам заключения в крепости. В 1925—1928 годах — секретарь окружного комитета КПГ в Южной Баварии, в 1928—1932 годах — секретарь районного комитета КПГ в Аугсбурге, с 1932 года — снова секретарь окружного комитета КПГ в Южной Баварии, с 1936 года — член Центрального Комитета КПГ. Был избран депутатом баварского ландтага, а в 1932 — депутатом рейхстага. После прихода к власти нацистов перешёл на нелегальное положение, в апреле 1933 года был арестован и отправлен в концлагерь Дахау. В мае 1933 года бежал из концлагеря и эмигрировал в Чехословакию. 

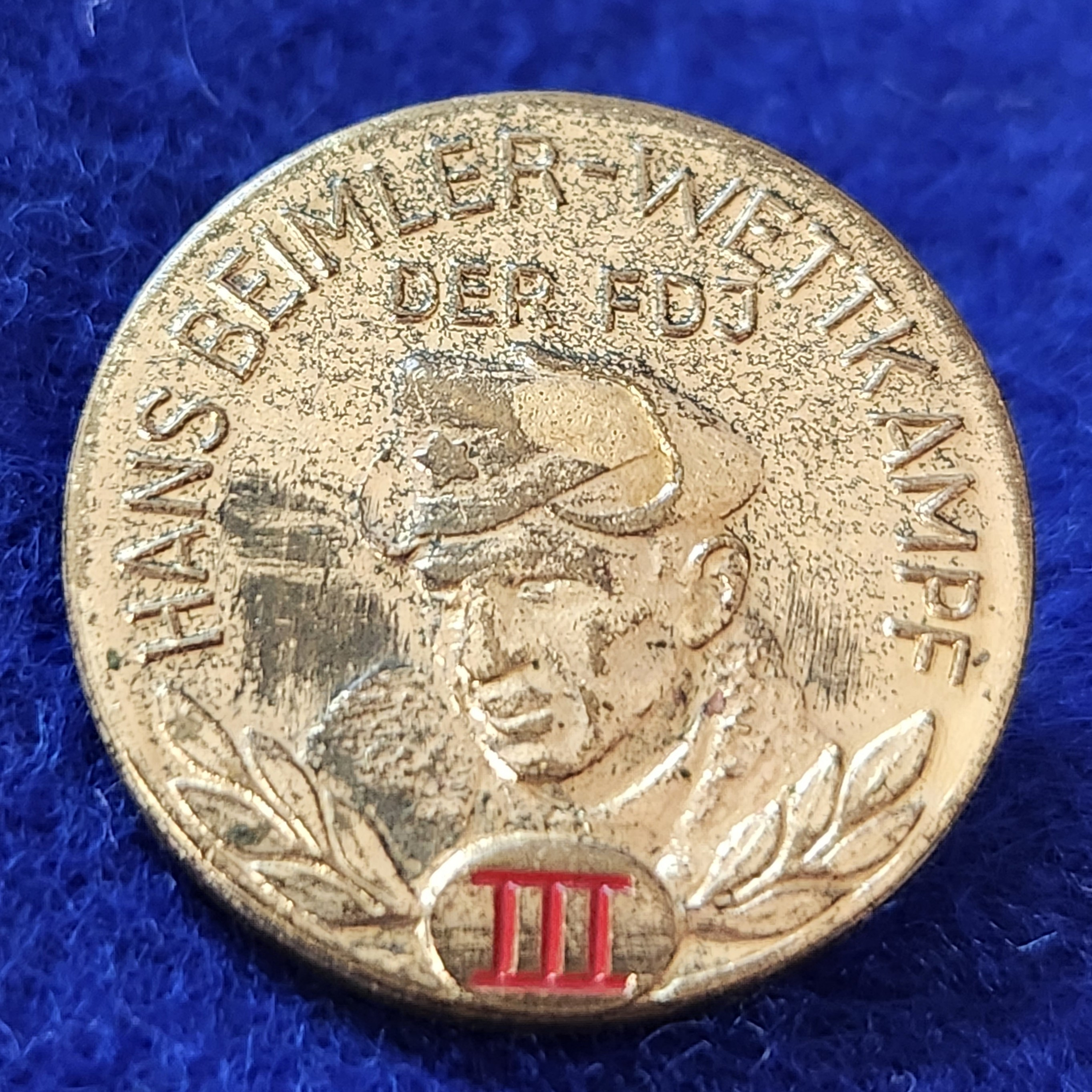
Соревнования Ганса Баймлера значок 3-е место

В 1934 году прибыл в СССР, находился на отдыхе в Крыму в Симеизе в санатории Фрунзе-Семашко. "После фашистских избиений и попыток лишить меня жизни через повешение, мне, приехавшему в СССР на советский курорт, невозможно найти слов к выражению радости и гордости за те прекрасные блага, которыми пользуются рабочие на советском курорте".
После начала Гражданской войны в Испании в 1936 году участвовал в организации отрядов немецких антифашистов в помощь республиканскому правительству Испании и был комиссаром 3-го батальона имени Э. Тельмана 11-й интербригады республиканской армии Испании. 1 декабря 1936 года погиб в бою под Мадридом.
Похоронен на Монжуикском кладбище в Барселоне.

## Память

Г. Баймлер на почтовой марке ГДР 1966 года

- В честь Г. Баймлера были названы локомотивостроительный завод[нем.] в Хеннигсдорфе, улицы во многих городах, а в 1956 правительство ГДР учредило медаль имени Баймлера для награждения ветеранов Интернациональных бригад в Испании. Среди награждённых были будущий государственный деятель Генрих Рау и Рихард Штаймер, который, по слухам, мог быть причастен к смерти самого Баймлера[6].
- Соревнования Ганса-Баймлера Союза свободной немецкой молодёжи (FDJ) и Общества спорта и техники

## В культуре
- Почта ГДР в 1966 году выпустила марку с его изображением.
- В 1969 году в ГДР был снят 4-серийный художественный телефильм «Товарищ Ганс Баймлер», главную роль исполнил актёр Хорст Шульце

## Публикации
- Hans Beimler, «Four Weeks in the Hands of Hitler’s Hell-Hounds: the Nazi Murder Camp of Dachau», N.Y., 1933.
- Г.Беймлер. Лагерь смерти Дахау, М., 1933.